# Eric Maskin
Eric Stark Maskin (Nova York, EUA 1950) és un economista i professor universitari estatunidenc que fou guardonat amb el Premi del Banc de Suècia de Ciències Econòmiques l'any 2007.

## Biografia
Va néixer el 12 de desembre de 1950 a la ciutat de Nova York, en una família de religió jueva. Va estudiar matemàtiques a la Universitat Harvard, en la qual es va llicenciar el 1972, i posteriorment es doctorà en matemàtiques aplicades l'any 1976. Interessat a ampliar els seus coneixements es desplaçà fins a la Universitat de Cambridge, on realitzà un màster. L'any 1980 fou nomenat professor ajudant a l'Institut Tecnològic de Massachusetts, i des de l'any 2000 és professor de ciències socials a la Universitat de Princeton.

## Recerca econòmica
Maskin va començar a col·laborar en el món de les subhastes l'any 1980 en un intent de definir quins procediments de venda resulten més beneficiosos.
Interessat així mateix en la teoria econòmica i la teoria de jocs, Maskin va aportar altre element clau en l'evolució de la base teòrica elaborada per Leonid Hurwicz, la teoria de la implementació, que permet dissenyar un mecanisme de manera que tots els resultats possibles siguin òptims. L'economista Adam Smith havia partit de la base en les seves teories que en el mercat existeix una espècie de mà invisible que, en el cas ideal, li garanteix un funcionament eficient. En la pràctica, no obstant això, les condicions no són per regla general, òptimes, la competència no és completament lliure i els consumidors no estan perfectament informats, elements que va tenir en compte a l'hora de desenvolupar la seva teoria del disseny de mecanismes.
L'any 2007 fou guardonat amb el Premi del Banc de Suècia de Ciències Econòmiques premi que compartí amb Leonid Hurwicz i Roger Myerson, per establir les bases de la teoria del disseny de mecanismes.